# خط سكك حديد يافا-القدس

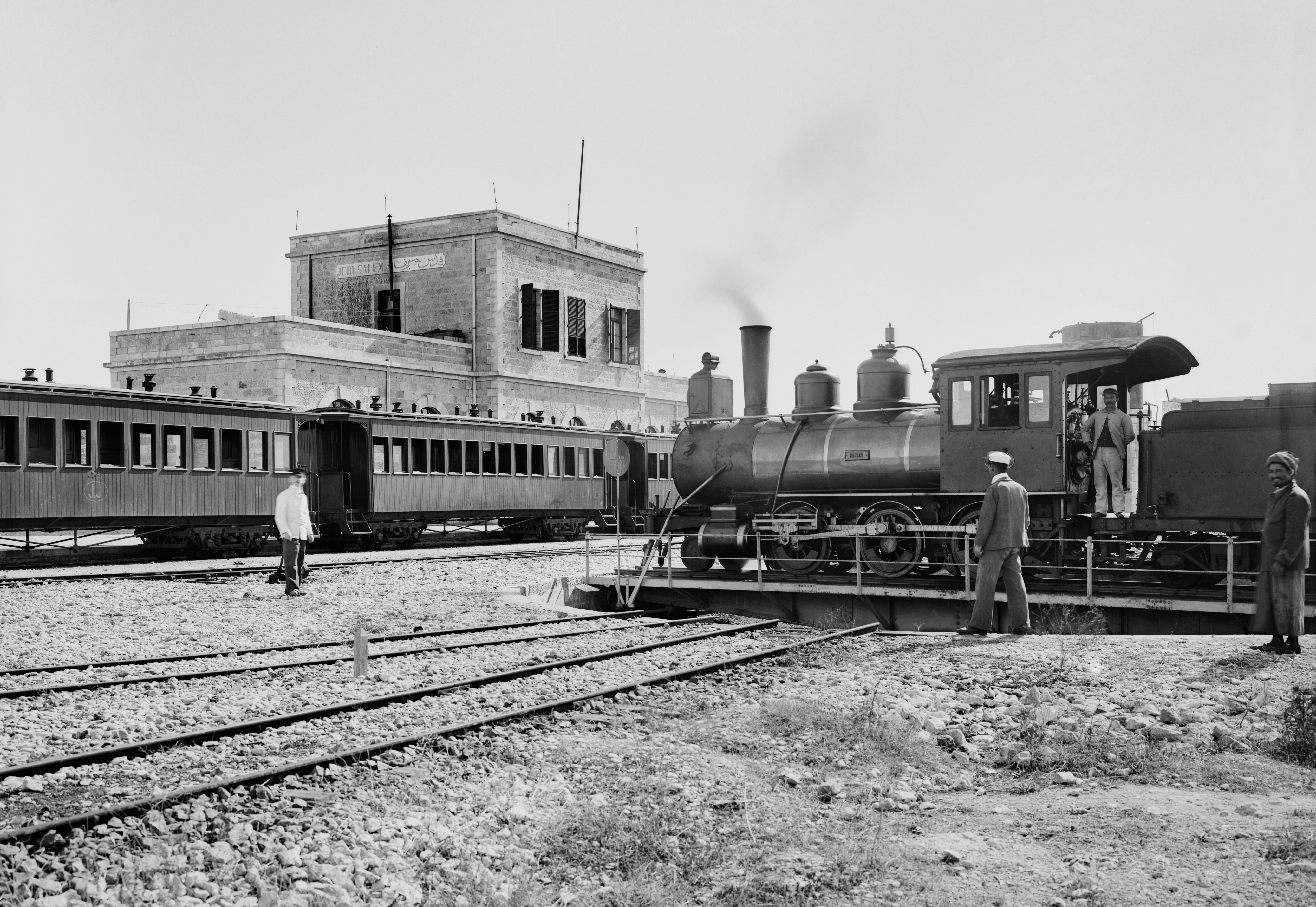
محطة قطارات القدس عام 1900.

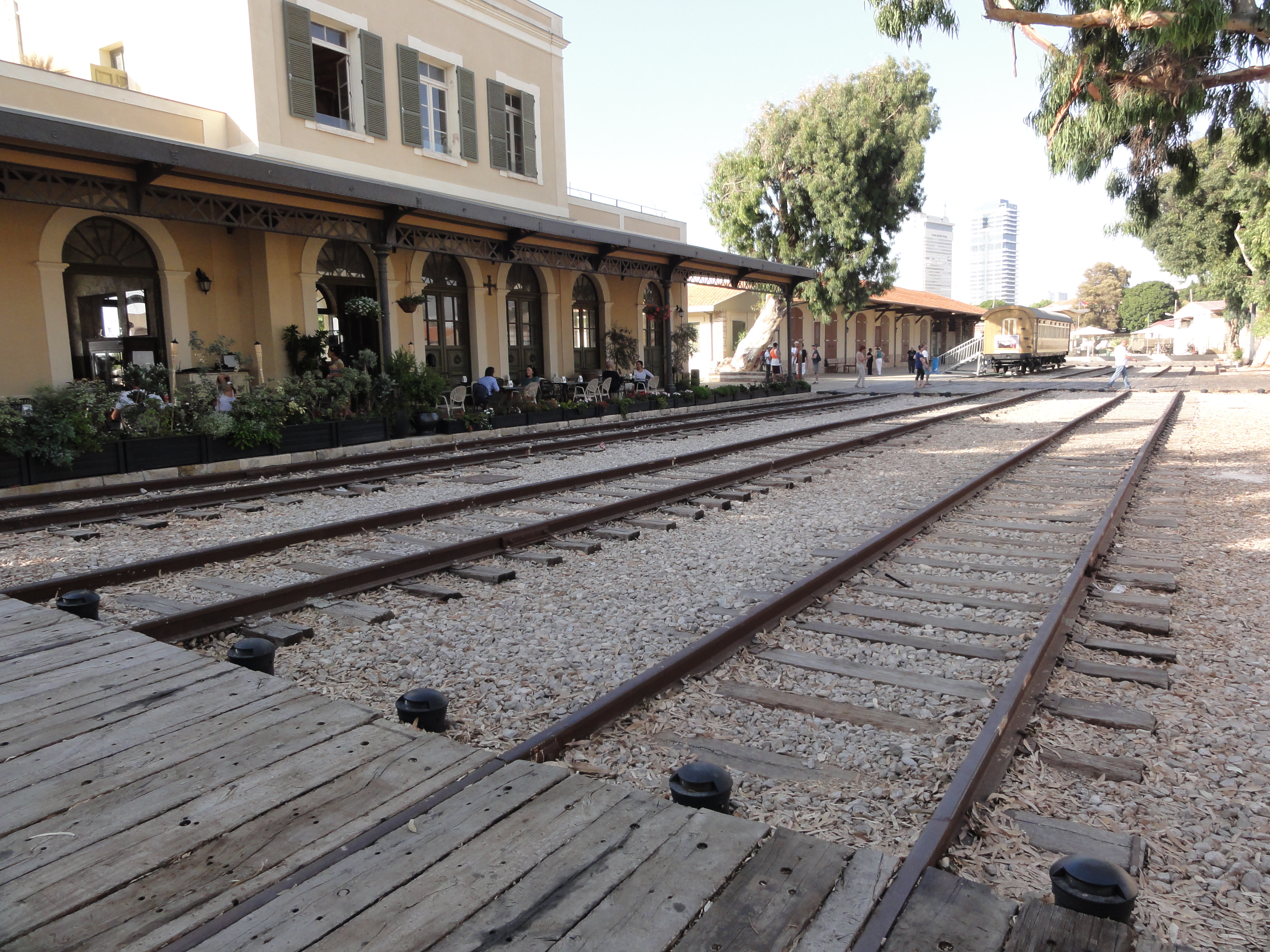
محطة قطارات يافا عام 2011.

خط سكك حديد يافا - القدس هو خط حديدي فلسطيني تم إنشاؤه بين يافا والقدس، بتمويل من شركة السكك الحديدية العثمانية ليافا والقدس (بالفرنسية: Chemin de Fer Ottoman de Jaffa à Jérusalem et Prolongements)، حيث كان أول خط سكك حديد يتم إنشاؤه في فلسطين، ومن أوائل خطوط سكك الحديد في الشرق الأوسط. بدأت أعمال الإنشاء في 31 آذار/مارس 1890 وتم افتتاح الخط يوم 26 أيلول/ سبتمبر 1892.   كان قياس السكة يتسم بالضيق نوعا ما، حيث تم إنشائها على قياسى 1,000 ملم (3 قدم 3 3/8 بوصة) مع وجود العديد من المنحنيات الضيقة والانحدارات. وقد كان الجزء الشرقي من الخط بين دير آبان (بيت شمش لاحقًا) والقدس يتسم بالمسارات الحادة والمتعرجة. 
في عام 1915، وأثناء الحرب العالمية الأولى، قام الجيش العثماني بتوسيع قياس المسار بين اللد والقدس إلى 1,050 ملم حتى يُتاح ربطه مع سكة حديد الحجاز، ومن ثم إزالة المسار المخصص للاستخدامات العسكرية بين المدينتين إلى مكان آخر. 
يُشار بالذكر إلى أن السلطات الإسرائيلية أوقفت العمل في خطّ القطار هذا عام 1998 لإجراء بعض الإصلاحات فيه. أعيد العمل في خطّ القدس -يافا عام 2005، ولكن دون أن يشمل المقطع الأصلي من الحي الألماني حتى بيت صفافا. واستبدل بهذه المحطة الرئيسية محطة أخرى تقع في القرية المهجرة المالحة. أما مقطع السكة المعطّل فقامت البلدية بتجهيزه ليصبح مساراً للمشي والركض وركوب الدراجات.